# Richard Epple
Richard Epple (* 2. August 1954 in Breitenholz, heute Ammerbuch, im Landkreis Tübingen; † 1. März 1972 in Herrenberg-Affstätt) wurde von der Polizei nach eigenen Angaben irrtümlicherweise für einen RAF-Terroristen gehalten und im Laufe einer Verfolgungsjagd erschossen.
Der 17-jährige Lehrling, der keinen Führerschein besaß und unter Alkoholeinfluss stand, fuhr am Abend des 1. März 1972 mit einem Ford Taunus 12M auf der Tübinger Wilhelmstraße. Er fiel einer Polizeistreife wegen einer Ordnungswidrigkeit auf: Einer seiner Blinker war defekt. Die Streife forderte Epple zum Anhalten auf, der beschleunigte jedoch und versuchte zu flüchten. Es folgte eine Verfolgungsjagd durch Tübingen und über die Bundesstraße 28 in Richtung Herrenberg, bei der Epple mehrfach das Polizeifahrzeug abdrängte und den Gegenverkehr gefährdete. Unterwegs übernahm eine Herrenberger Polizeistreife die Verfolgung. Epples Wagen durchbrach drei Straßensperren. Die Herrenberger Polizei hatte am Ortseingang eine Straßensperre errichtet. Epple durchbrach diese und gefährdete dabei einen Polizisten.
Epple fuhr weiter in Richtung Calw. Über Funk bekamen die Polizisten die Genehmigung zum Schusswaffengebrauch. Ein junger Polizist schoss daraufhin in Richtung des Fluchtfahrzeugs, bewirkte jedoch keine Reaktion. Anschließend schoss er mit einer Beretta-Maschinenpistole auf das Auto. Dabei wurde Epple durch die Heckscheibe seines Wagens tödlich getroffen. In der Kuppinger Straße im Herrenberger Ortsteil Affstätt kam der Wagen auf Höhe der Gaststätte Die Linde zum Stehen. Epple war sofort tot.

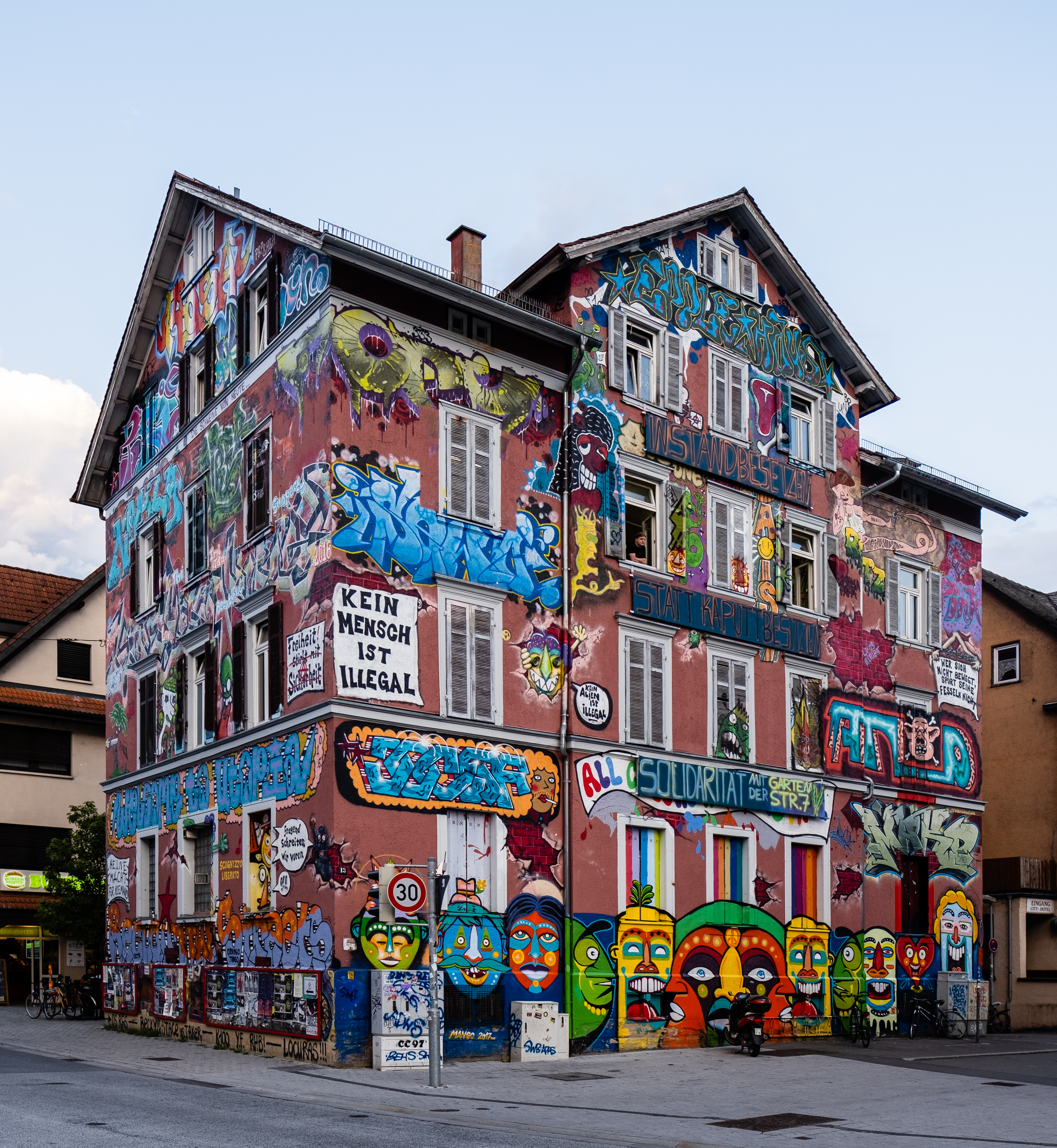
Epplehaus in Tübingen, 2019

Kurz darauf trafen sein Bruder Erich Epple und sein Lehrmeister Georg Bahlinger dort ein. Bahlinger wurde gebeten, den Toten zu identifizieren, während der damals knapp 20-jährige Erich Epple damit beauftragt wurde, den Tod seines Bruders seiner Mutter Maria Epple mitzuteilen.
Die Polizeibeamten sagten später aus, sie hätten Epple aufgrund seiner rücksichtslosen Flucht für ein Mitglied der Rote Armee Fraktion gehalten. Der junge Polizeibeamte, der für die tödlichen Schüsse verantwortlich war, nahm sich wenige Jahre später das Leben.
Die Presse der radikalen Linken nahm den Tod Epples wie schon bei ähnlichen Vorfällen zum Anlass, den Staatsorganen und der die Staatsorgane unterstützenden Presse die Verantwortung für die Eskalation der Gewalt anzulasten. Der Tod Epples sei angesichts etlicher vergleichbarer Fälle eine Folge des Versuches, Massenhysterie zu erzeugen und Bevölkerung und Polizei aufzuhetzen.
Eine eingesetzte Untersuchungskommission kam zu dem Schluss, das Verhalten der Beamten sei unter den Umständen verhältnismäßig gewesen.

## Gedenken
In Tübingen folgten in der Zeit nach Epples Tod Demonstrationen und Proteste gegen Polizeigewalt. Es wurde ein „Solidaritätskomitee Richard Epple“ gebildet, das Spenden für die Beerdigung sammelte.
Nachdem im April 1972 das Jugendzentrum Schwabenhaus in Tübingen unter ungeklärten Umständen abgebrannt war und Tübinger Jugendliche vergeblich ein neues Jugendhaus gefordert hatten, wurde im Juni 1972 nach einem Konzert der Band Ton Steine Scherben ein Haus in der Karlstr. 13 besetzt. Dieses Haus, das bis heute als selbstverwaltetes Jugendhaus existiert, wird in Erinnerung an Richard Epple „Epplehaus“ genannt.